# Гераклея Линкестис
Гераклея Линкестис или Гераклея Линцестис (греч. Ἡράκλεια Λυγκηστίς или Ἡράκλεια Λύγκου) — древнегреческий город, расположенный на территории Северной Македонии вблизи города Битола.

## История
Город назван в честь мифологического героя Геракла и был основан Филиппом Македонским после присоединения окрестной Линкестиды к своему царству. Впоследствии приобрел важное стратегическое значение благодаря своему расположению на Эгнатиевой дороге. после завоевания Македонии римлянами во II веке до н. э. 
Во время распространения христианства в III и IV веках этот город стал важным епископальным центром.
В 472 году остготы под началом будущего короля Теодориха разграбили город и, несмотря на значительный дар от граждан Гераклеи, спустя 7 лет разграбили его вторично.
Город был оставлен после славянизации территории нынешней Северной Македонии в VI веке н. э.

## Достопримечательности
Главной достопримечательностью города являются Большая и Малая базилики конца V и начала VI веков, имеющие несколько сложных мозаик.

## Галерея

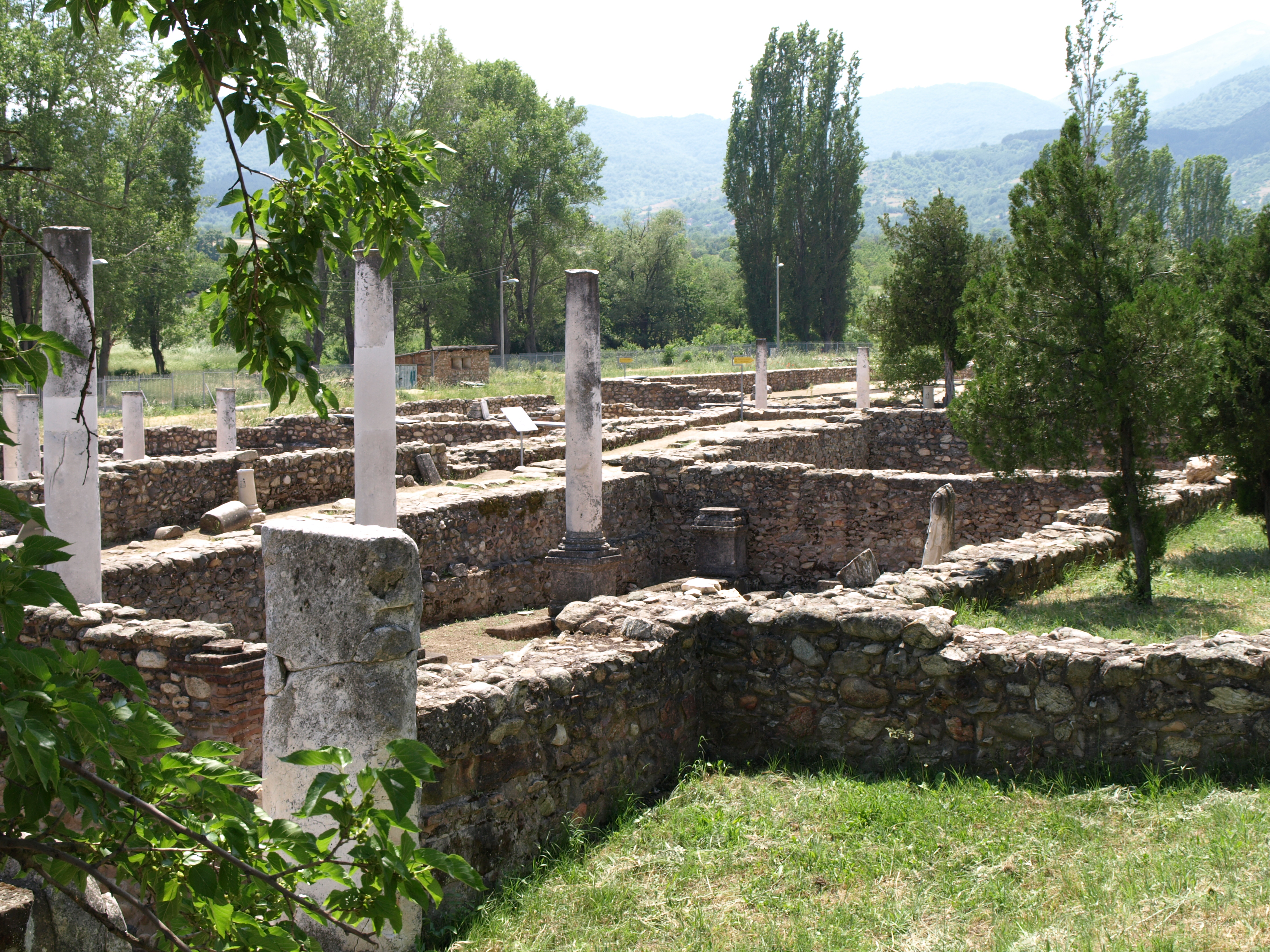
Руины Гераклеи
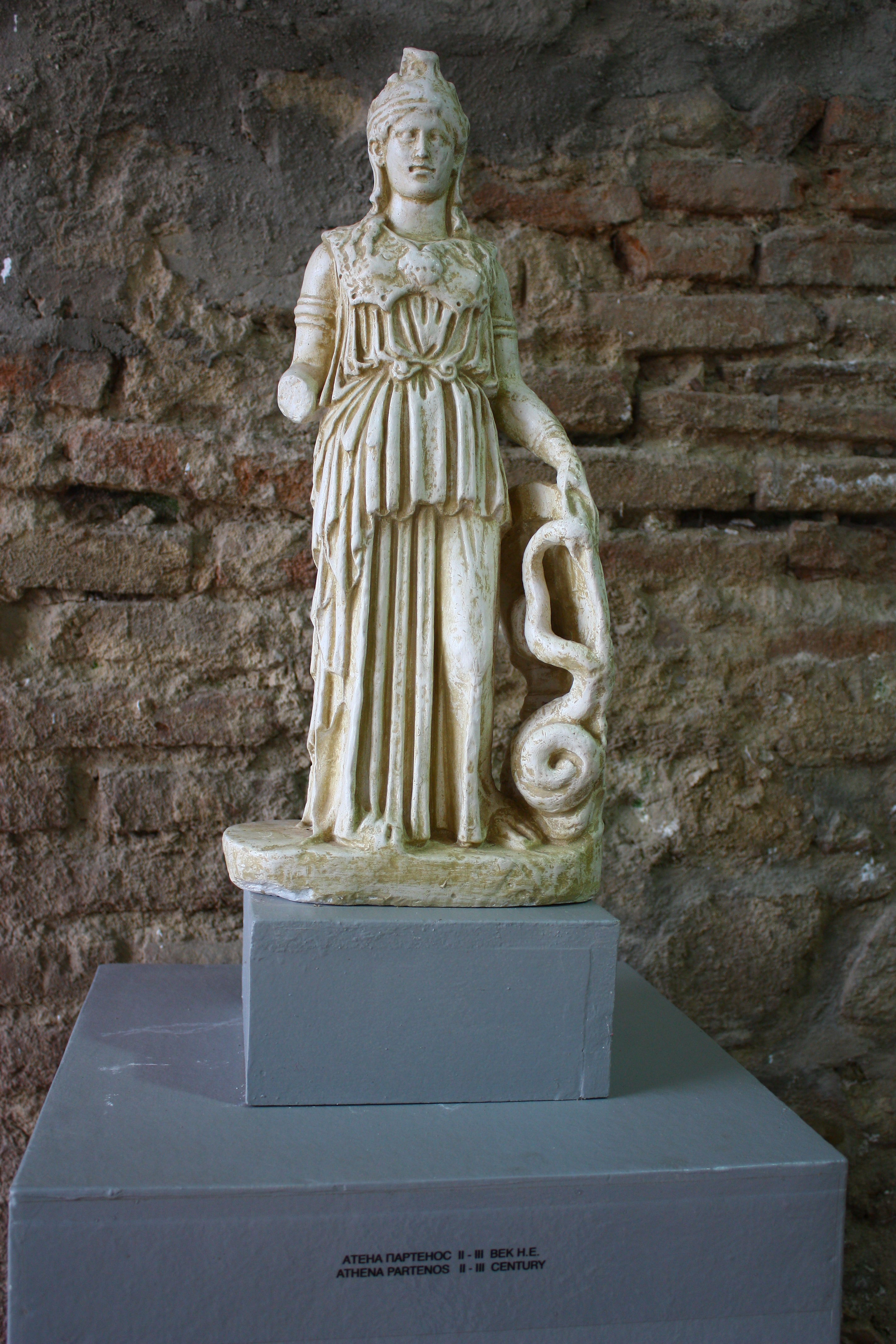
Статуя Афины
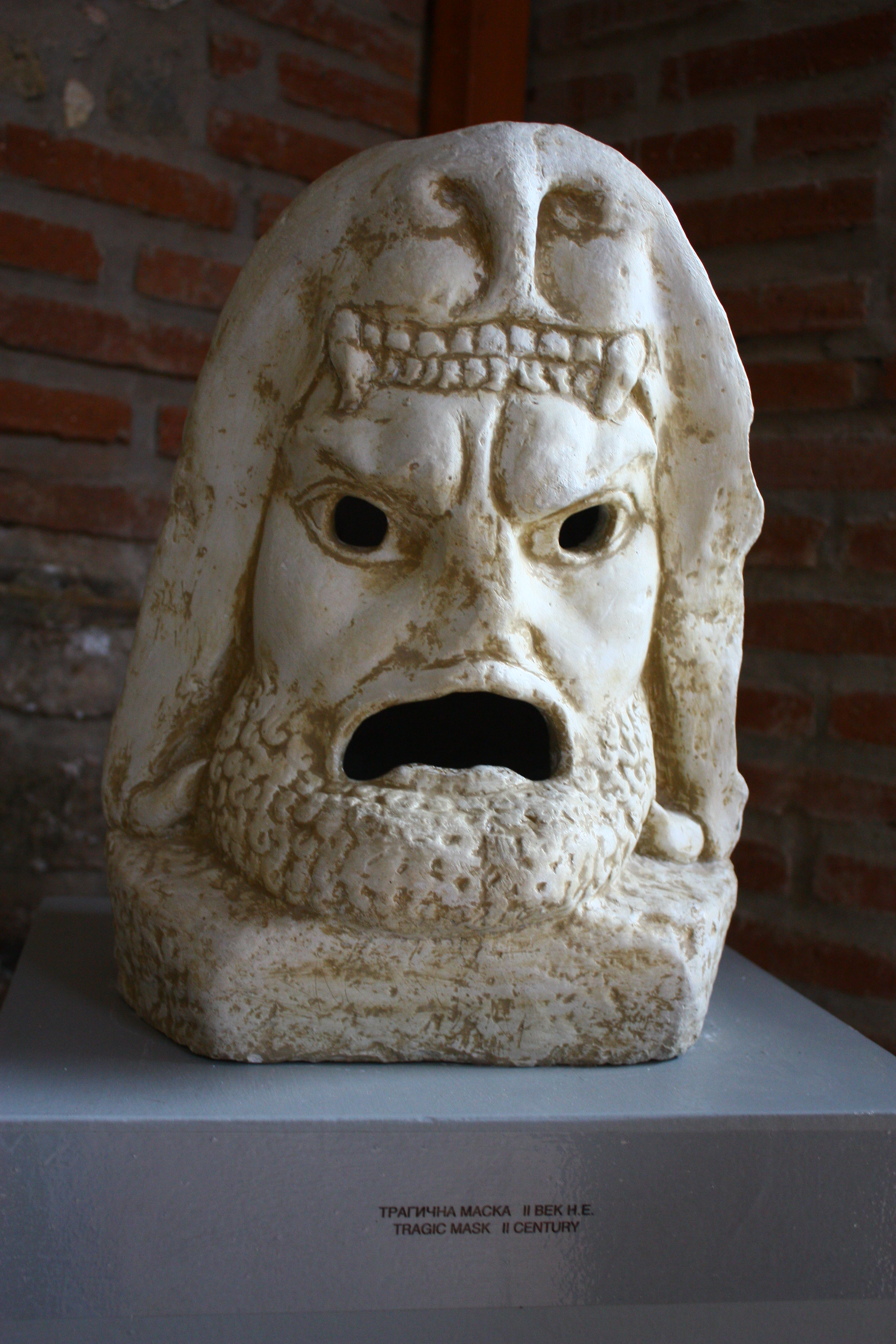
Маска трагедии
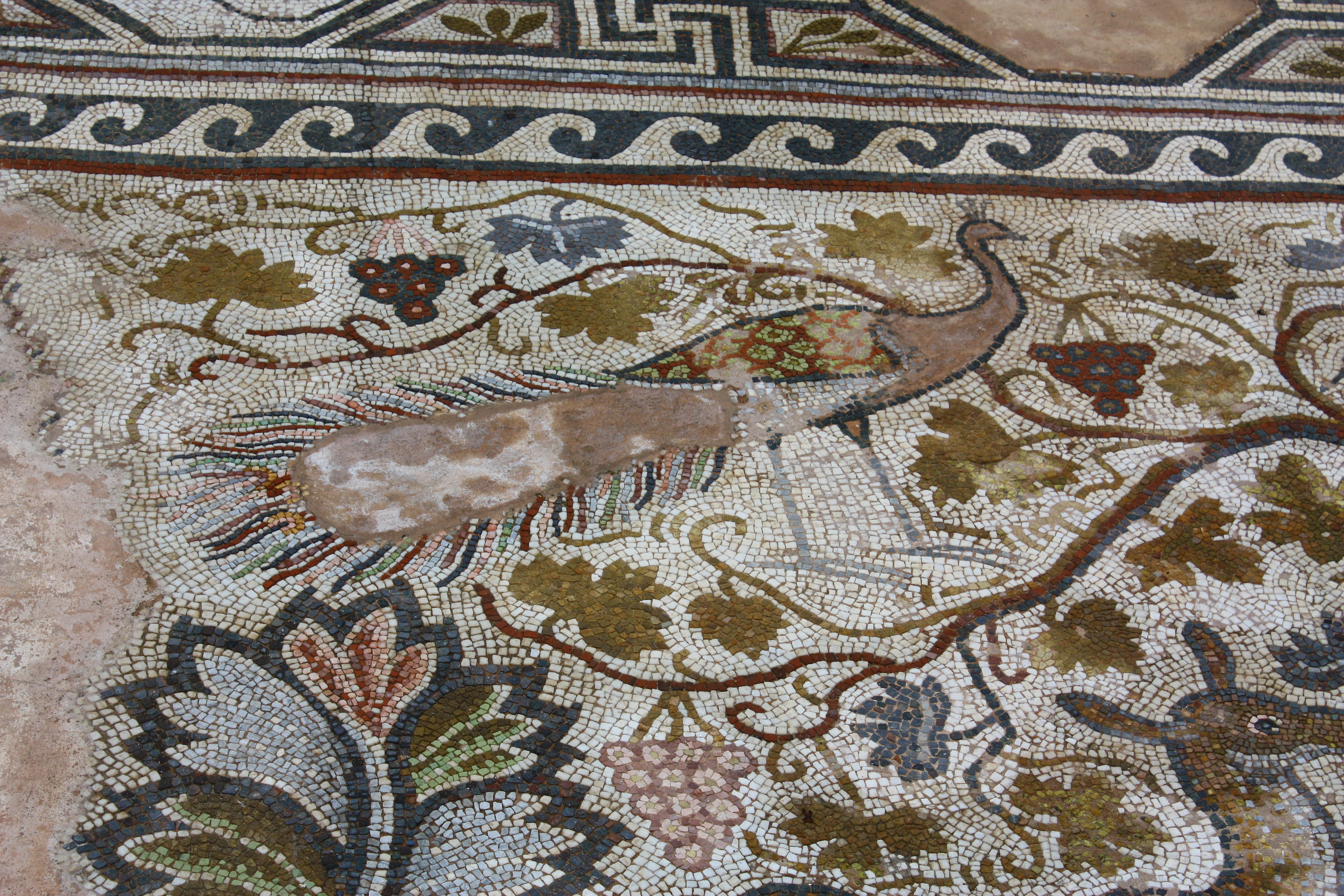
Мозаика в базилике
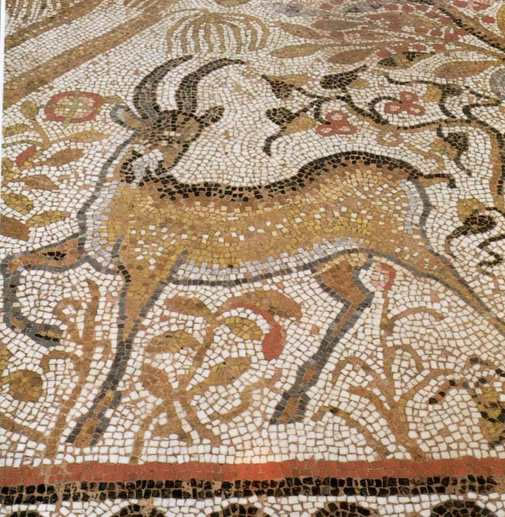
Мозаика в базилике
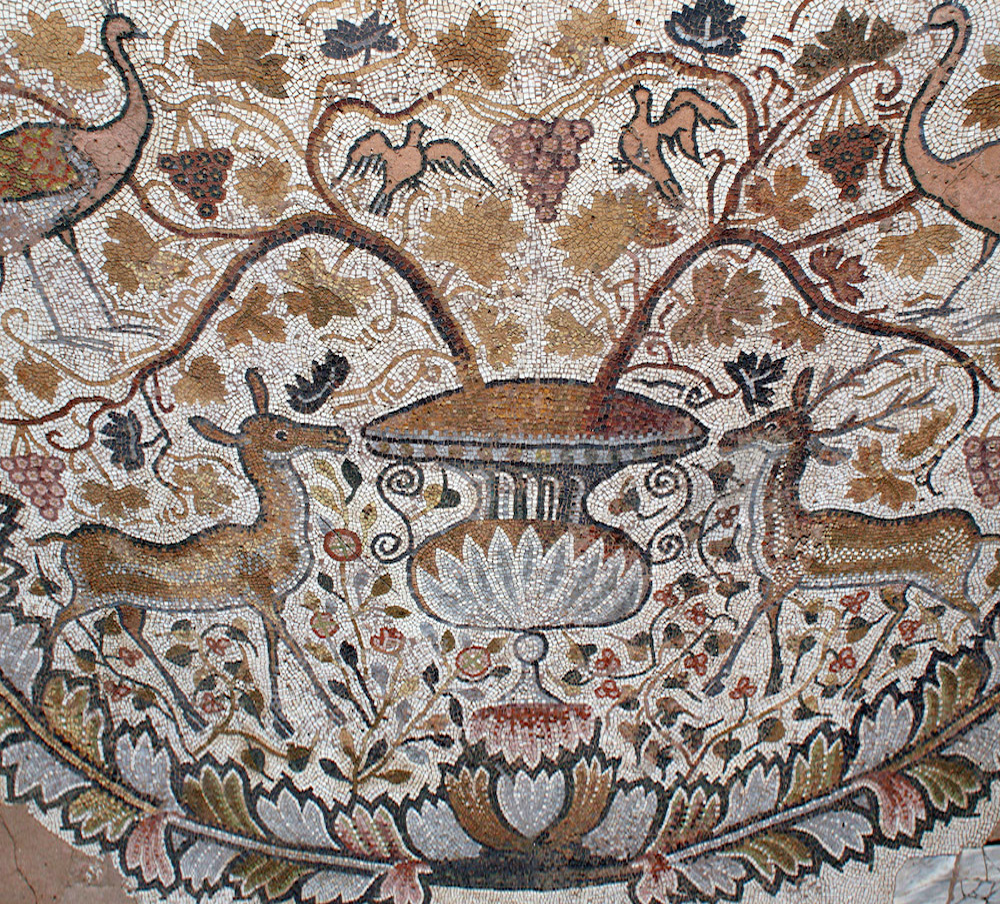
Мозаика в базилике
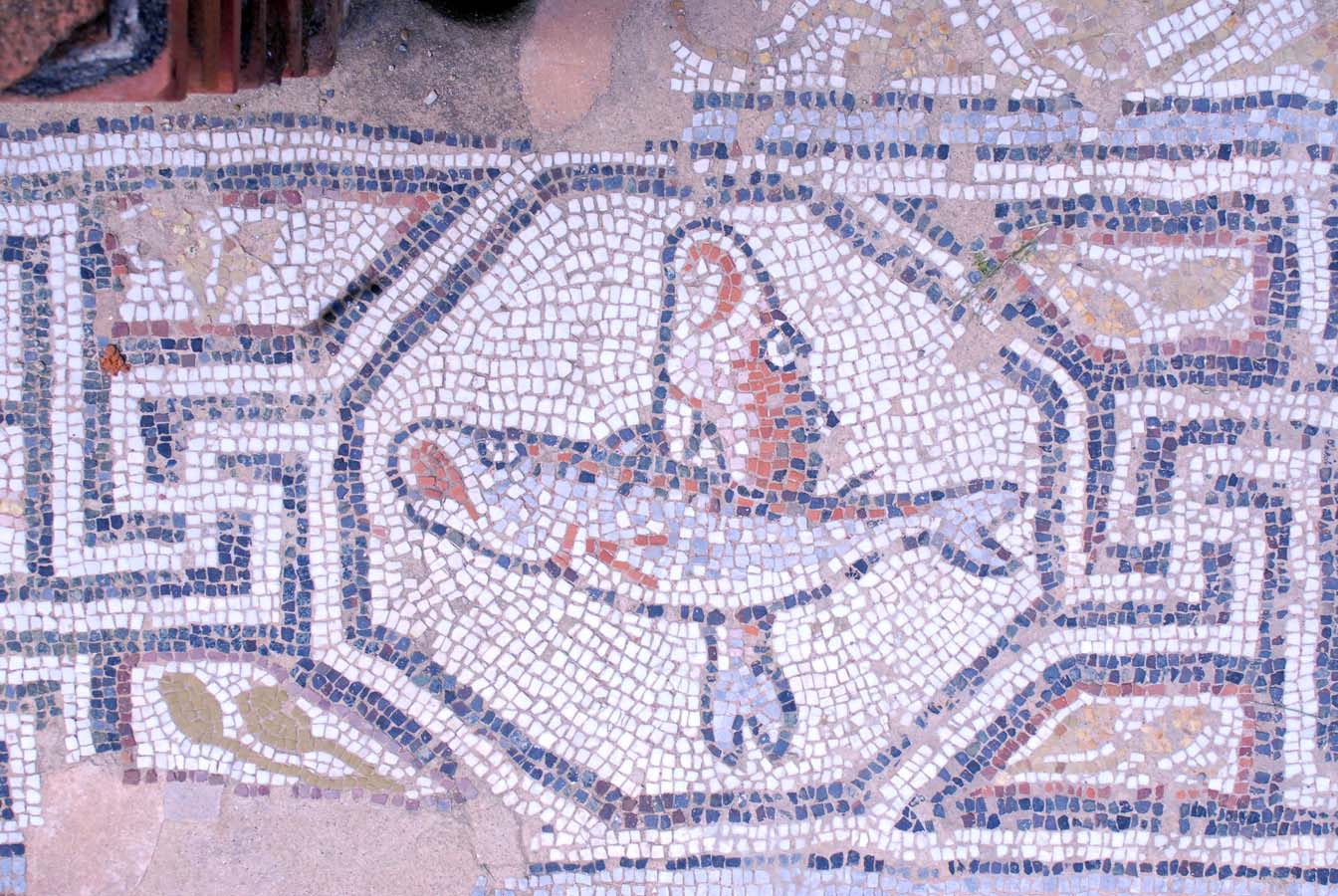
Рыба — символ зодиака и первых христиан